# タフト＝ハートリー法
 1947年労使関係法 (Labor Management Relations Act, 1947) 、通称タフト＝ハートリー法 (Taft-Hartley Act) （P.L.80-101, 61 Stat. 136、1947年6月23日制定）は、労働組合の活動と勢力を監視する米国連邦法である。同法は、ロバート・タフト上院議員とフレッド・A・ハートリー・ジュニア下院議員が推進し、ハリー・S・トルーマン大統領の拒否権行使を乗り越えて1947年6月23日に成立し、現在も効力を保っている。労働界首脳部は同法を「奴隷労働法」と呼び、トルーマン大統領は同法が「言論の自由に対する危険な介入」であり、「我が国の民主主義社会の根本原理に抵触する」と主張した。にもかかわらず、トルーマンはその後の在任期間中、10回以上に渡って本法律を適用している。タフト＝ハートリー法は、1935年に成立した全国労働関係法（National Labor Relations Act, NLRA：通称ワグナー法）を修正した。同法の主な起草者は、シンシナティの法律事務所「[タフト・ステティニアス&ホリスター」のJ・マック・スウィガート (J. Mack Swigert) である。

## 背景
タフト＝ハートリー法は、1947年に議会両院で審議された250以上の労働組合関連法案の1つであった。
同法は、労働運動による、特にワグナー法による利得を減らそうという、意識的な取り組みの成果であった。1937年に共和党はワグナー法の廃案を目論んだが、結局合憲判決が下された。この失敗により共和党は、労働組合の影響を低下させる法律を自ら制定することを志向した。同法の主要起草者フレッド・ハートリーは、組合嫌いで有名であった。第二次世界大戦後の時点で、労働人口の25%が組合に加入しており（約1,480万人の労働者が組合契約を締結し、うち1,000万人が組合員保護協定を締結していた）、戦争運動を妨げないようストを控えるという彼らの約束は、終戦と共に終了した。
法案は、高揚する組合活動や冷戦という対立構造に対する反応、あるいは第二次世界大戦後の1946年の労働運動の盛り上がりに対する産業界の反応と見做し得る。対日戦勝記念日後1年間に、500万人以上の労働者がストライキに関与したが、ストライキの継続時間は戦時中に比べ、平均で4倍になった。
タフト＝ハートリー法は、労働者のスト実施の潜在力を制限することによって、また彼らの首脳部から過激派を排除することによって、労働運動を解体するための手段と見做された。大企業のロビイスト、例えば全米製造業者協会は同法を推進した。

## 修正内容
ワグナー法の目的は、第1節（合衆国法典第29編第7章第141条）に次の通り規定されている。
商業の円滑化を促進すること。通商に影響を及ぼす被使用者と使用者との関係における、両者の正当な権利を規定すること。一方の正当な権利に他方が干渉することを防ぐための秩序ある平和的手続きを規定すること。その活動が通商に影響を及ぼす労働者団体と個々の被使用者の関係における、被使用者の権利を保護すること。通商に影響を及ぼし公共の福祉を害する、労使双方の行動を規定・禁止すること。通商に影響を及ぼす労働争議に関する市民の権利を保護すること。
ワグナー法は使用者による不当労働行為のみを予め禁止していたが、タフト＝ハートリー法にて立法化された修正案は、組合側による禁止行動または不当労働行為の一覧を加えた。同法が禁止したのは、管轄権スト、山猫スト、連帯ストまたは政治スト、第2次ボイコット、第2次ピケ、集団ピケ、クローズド・ショップ、連邦政治運動に対する組合からの寄付である。また、非共産主義者宣誓供述書に署名して政府に提出するよう組合役員に要求した。ユニオン・ショップは大幅に制限され、各州はクローズド・ショップを非合法化する労働権法を可決することを認められた。さらに、実施予定または実施中のストライキが国家の健全性または安全性を脅かす場合（検証は裁判所によって拡大解釈されたが）、連邦政府は法的なスト破り禁止命令を得ることができる。小規模の組合がタフト＝ハートリー法の否定的影響を受けることはあっても、労働運動全体が同法の制限を受けることはほとんどなかった。恐らく、この物議を醸した法律は、トルーマン大統領の再選を後押しした。というのも、同法によって労働組合は共和党への反対姿勢を強めたからである。

### 管轄権スト
タフト＝ハートリー法によって非合法化された「管轄権スト」は、特定の仕事を組合員労働者に割り当てることを目的として、組合が行うストである。同じく同法によって非合法化された「第2次ボイコット」と「共同作業場ピケ」は、第一義的な攻撃対象ではないものの、対象企業と関連を持っている企業に対して、組合がピケを張ったり、ストをしたり、商品購入を拒否したりする行為である。のちの1959年に成立した「労使報告公開法」は、第2次ボイコットに対する規制を一層強化した。

### 選挙運動費
憲法学者フロイド・エイブラムズによれば、同法は憲法修正第1条に基づき「連邦議員候補への支持または反対をするために組合や企業が独自に資金提供することを禁じた、初の法律であった」。

### クローズド・ショップ
クローズド・ショップ（労働組合員のみを雇うよう使用者に求めた契約上の協定）は非合法化された。今なお認められているユニオン・ショップは、新入社員に対し一定期間内の組合加入を求める制度であるが、それはあくまで包括的労働協約の一環としてであり、また入社日または組合加入契約の発効日から少なくとも30日後に契約が労働者に許可した場合に限られた。全米労働関係委員会と裁判所は、組合が有する組合員保護協約条項の実施権限に対する別の規制を追加し、表現の自由に伴う義務の一環として、全組合員に広汎な資産公開をするよう彼らに求めた。一方、労働者がこれらを事実上全ての事例で承認していたことが明らかになったことから、法案成立の数年後、議会はユニオン・ショップの承認には労働者による投票が必要であるとの条項を廃止した。

### 組合員保護協約条項
また、改正案は各州に対し、労働権法の可決によって州内における組合員保護協約条項（ユニオン・ショップなど）を完全に非合法化する権限を与えた。労働権法は、組合加入を拒む労働者を解雇するよう企業に求める契約または法的拘束力のある文書について組合が交渉するのを禁ずる法律である。現在、ディープ・サウスと中西部、プレインズとロッキー山脈地方の一部諸州には労働権法があり、さらに州憲法で労働権法を奉ずる州が5つ存在する（アリゾナ州、アーカンソー州、フロリダ州、ミシシッピ州、オクラホマ州）。

### ストライキ
彼らが新しい労働協約の追求においてストライキなどの経済的行動を保証する前に、改正案は互いに、そして、一部の州及び連邦調停機関に80日前に通告を与えることを組合と使用者に求めた。一方、契約満了後、それは「冷却期間」を全く課さなかった。同法はまた、全国的非常事態を招きかねないストライキまたは潜在的ストライキに介入する権限を大統領に与え、国民的炭鉱労働者のストライキに対する反応が1940年代に合同炭坑労働者組合によって叫ばれた。大統領が権限を行使する頻度は次第に少なくなっていった。近年の事例をみると、ジョージ・W・ブッシュ大統領が2001年、西海岸の海運業者との交渉の際、国際港湾倉庫労働組合の使用者による港湾封鎖（ロックアウト）に関連して同法に訴えた。
また、同法は連邦職員がストを行うことを禁じている。

### 反共主義
改正法は労組指導者らに対し、全米労働関係委員会 (NLRB) 訴訟への参加条件として、自分が共産党支持者でないことや、「暴力や、法律または憲法に反する手段による、米国政府の打倒」を追求する如何なる組織との関係もないことを断言する宣誓供述書を労働省に提出するよう要求した。タフト＝ハートリー法成立から1年余り後に、約120組合の組合員8万1,000人が、求められていた宣誓供述書を提出した。最高裁判所は1965年、この規定は私権の剥奪であるとして違憲判決を下した。

### 監督者の扱い
改正法は、監督者を規制対象から明確に外し、また使用者に対しては、使用者の立場を支持しない組合活動または人々に関わる監督者を解雇する権限を付与した。改正法は専門職員を引き続き規制対象としたが、彼らが非専門職員と同じ交渉単位に含まれるに先立ち、特別な手順を規定した。

### 労働組合に反対する使用者の権利
ワグナー法は使用者が職場で反組合の意見を伝えることを認めていたが、タフト＝ハートリー法はこうした言論の自由を修正した。こうした変化は、組合活動をする職員に報復をちらつかせたり、組合加入に代わる誘因を職員に与えたりしない限り、使用者には組合に反対表明する憲法上の権利があるという、初期の最高裁判所の裁定を裏付けた。また改正法は、組合が大半の職員を代表しているのか否かを決定するよう委員会に要請する嘆願書を提出する権利を使用者に与えると共に、職員に対しては、組合認可の取り消しや、如何なる既存の団体交渉協定中の組合員保護協約規定をも無効にするよう嘆願する権利を認めた。

### 全米労働関係委員会
法改正は全米労働関係委員会 (NLRB) の総合委員会に対し、法を犯した使用者または組合に対する禁止命令を求める裁量権を与えた。同法は、組合による第2次ボイコットの場合、こうした禁止命令の追求を、裁量権というよりむしろ義務であるとした。また改正案は、NLRBの管理の枠内で、総合委員会の自立性を確立した。議会はまた、第2次ボイコットに起因する損害を賠償するよう組合を訴える権利を使用者に与えたが、こうした活動に対して差し止めによる救済を求める排他的権限を総合委員会に与えた。

### 連邦の管轄権
同法は、連邦裁判所には包括的労働協約を強制する権限があると規定した。議会がこの規定を可決したことにより、スト禁止条項に反するストに対する損害賠償責任が労働組合にあると見做す権限が連邦裁判所に与えられたが、この規定はむしろ、包括的労働協約に関する「連邦慣習法」形成の跳躍台として機能し、労働争議の解決策として、訴訟やストよりも仲裁が好ましいとした。

### その他
タフト＝ハートリー修正条項を可決した議会は、スト禁止条項に違反するストに対する禁止命令を出すことを裁判所が許諾するのに必要な範囲でノリス＝ラガーディア法を無効にすることを考えたが、そうしない方を選んだ。にもかかわらず最高裁は数十年後、包括的労働協約に基づく最終的かつ拘束力ある仲裁の対象について、こうしたストを命ずる権限を同法は暗黙のうちに裁判所に与えているとの判決を下した。
結局同法は、組合と使用者が使用者の資金を使って年金などの従業員給付を組合加入者に提供するに先立ち、組合と使用者が守るべきいくつかの手続きと実質的基準を課した。議会は、従業員退職所得保障法（ERISA）の一環として、より広汎な労働者保護規定と従業員給付制度を可決した。

## 娯楽産業
「タフト＝ハートリー法」という語は、娯楽産業にとって特別な意味を持つ。具体的には、映画・テレビ俳優の場合、「主たる出演者」（台詞を言う者）となる組合未加入の俳優は直ちに映画俳優組合 (SAG) に加入する資格を持ち、製作会社とSAGとの契約の保護を30日間受ける。30日が経過した時点で、彼または彼女はSAGに加入せねばならず、さもなくば如何なる組合保護下の製作活動にも従事してはならない。この規定は、いわゆる「裏方俳優」（エキストラ）のうち、SAGの保護下の制作活動に3日間以上従事した者にも適用される。一旦組合に加入すれば、規約により、俳優は組合の保護を受けない制作活動に従事できない。このことはSAGに対し、新入社員に組合加入を義務付けることによってクローズド・ショップを禁止した規制の目をかいくぐるのを認めている。

## 法への反対
トルーマン大統領はタフト＝ハートリー法への拒否権を行使したが、議会は彼の拒否権を覆した。 両党の多くは同法に賛成票を投じたのである。1948年の大統領選の際、産業別労働組合会議 (CIO) の幹部らは、タフト＝ハートリー法の廃止という公約を掲げるトルーマンを支持する運動を積極展開したが、この公約は結局実現しなかった。
カーター政権期とクリントン政権期、組合労働者は議会に圧力を掛け、スト実行者らと雇用主による報復の標的を手厚く保護するための法改正に成功するかと思われたが、いずれも失敗した。